# Miroslav Čtvrtníček (1972)
Miroslav Čtvrtníček (* 26. února 1972, Brno) je bývalý český prvoligový fotbalista.

## Fotbalová kariéra
Odchovanec brněnských Tuřan hrál druhou ligu za FC LeRK Brno a SK LeRK Prostějov. Na jaře 1997 nastoupil v dresu FC Bohemians Praha k 8 prvoligovým střetnutím, neskóroval. Debutoval v neděli 23. února 1997 na hřišti Českých Budějovic (prohra 1:2, odehrál celé utkání), ve svém šestém utkání v neděli 6. dubna 1997 byl v Drnovicích po necelé hodině hry vyloučen (prohra 0:6). Poslední prvoligový zápas, do něhož zasáhl jako střídající hráč na 7 minut (střídal Dalibora Slezáka), se hrál v neděli 1. června 1997 v rámci předposledního 29. kola ročníku 1996/97. Bohemians v Opavě podlehli vysoko 0:4 a sestoupili do druhé ligy.
Pocházel z Líšně, kde také s fotbalem za
čínal.

## Ligová bilance
| Ročník                          | Zápasy | Góly | Klub               |
| ------------------------------- | ------ | ---- | ------------------ |
| 2. česká fotbalová liga 1993/94 | -      | 0    | FC LeRK Brno       |
| 2. česká fotbalová liga 1994/95 | -      | 1    | FC LeRK Brno       |
| 2. česká fotbalová liga 1995/96 | 10     | 0    | FC LeRK Brno       |
| 2. česká fotbalová liga 1996/97 | 7      | 0    | SK LeRK Prostějov  |
| 1. česká fotbalová liga 1996/97 | 8      | 0    | FC Bohemians Praha |
| CELKEM 1. LIGA                  | 8      | 0    |                    |